# Liste der Naturdenkmale in Selzen
Die Liste der Naturdenkmale in Selzen nennt die im Gemeindegebiet von Selzen ausgewiesenen Naturdenkmale (Stand 1. Mai 2024).

## Naturdenkmale
| Nr.         | Bezeichnung            | Lage                       | Beschreibung  | Bild            |
| ----------- | ---------------------- | -------------------------- | ------------- | --------------- |
| ND-7339-073 | Eiche in der Ortsmitte | Gaustraße, bei Nr. 26 Lage | Quercus robur | Fotos hochladen |